# Coppa del Portogallo 2011-2012 (hockey su pista)
La Coppa del Portogallo 2011-2012 è stata la 39ª edizione della principale coppa nazionale portoghese di hockey su pista. La competizione ha avuto luogo dal 20 febbraio al 24 giugno 2012 con la disputa delle final four a São João da Madeira. Il trofeo è stato conquistato dall'Oliveirense per la terza volta nella sua storia superando in finale il Benfica.

## Risultati

### Sedicesimi di finale
| Squadra 1        | Risultato | Squadra 2         |
| ---------------- | --------- | ----------------- |
| Benfica          | 4 - 3     | Candelária        |
| Alenquer Benfica | 3 - 4     | Paço de Arcos     |
| Marco            | 8 - 2     | Infante de Sagres |
| Valongo          | 3 - 4     | Braga             |
| Lavra            | 4 - 1     | Gulpilhares       |
| Sobreira         | 5 - 4     | Campo de Ourique  |
| Sanjoanense      | 8 - 4     | Juventude Viana   |
| Porto            | 2 - 4     | Oliveirense       |
| Carvalhos        | 7 - 6     | Riba De Ave       |
| Académico Cambra | 6 - 4     | Fisica            |
| Oeiras           | 2 - 4     | Tigres            |
| Escola Livre     | 3 - 2     | Sporting Tomar    |
| Turquel          | 7 - 3     | Barcelos          |
| Terceira         | 4 - 11    | Biblioteca        |
| Académica        | 6 - 1     | Micaelense        |

### Ottavi di finale
| Squadra 1        | Risultato | Squadra 2     |
| ---------------- | --------- | ------------- |
| Benfica          | 8 - 5     | Braga         |
| Académico Cambra | 2 - 1     | Espinho       |
| Carvalhos        | 6 - 7     | Tigres        |
| Marco            | 6 - 4     | Escola Livre  |
| Turquel          | 13 - 2    | Lavra         |
| Académica        | 1 - 9     | Oliveirense   |
| Sobreira         | 3 - 11    | Biblioteca    |
| Sanjoanense      | 2 - 3     | Paço de Arcos |

### Quarti di finale
| Squadra 1     | Risultato | Squadra 2        |
| ------------- | --------- | ---------------- |
| Marco         | 1 - 11    | Oliveirense      |
| Turquel       | 7 - 4     | Académico Cambra |
| Biblioteca    | 3 - 4     | Tigres           |
| Paço de Arcos | 6 - 11    | Benfica          |

### Final Four

#### Semifinali
| São João da Madeira 23 giugno 2012 | Benfica | 9 – 2 | Turquel |  |

| São João da Madeira 23 giugno 2012 | Oliveirense | 3 – 1 | Tigres |  |

#### Finale
| São João da Madeira 24 giugno 2012 | Benfica | 1 – 3 | Oliveirense |  |